# С
С, с (cursiva С, с) (es, ес o эс en ruso) es una letra (la 18.ª) del alfabeto cirílico, decimonovena en el alfabeto ruso y vigesimosegunda en el ucraniano. Representa un sonido /s/ en fonética, /s/ en el Alfabeto Fonético Internacional (AFI). A pesar de su forma, no deriva de la letra ce latina sino de la sigma griega, en su variante lunada.

## Uso
Esta letra deriva de la letra sigma (Σσ) del alfabeto griego, pero en su forma lunar (Cc)

### Sistema numeral cirílico
En la antigüedad, en el sistema numeral cirílico, esta letra tenía el valor numérico 200.

## Parecido con otros caracteres
El carácter Сс cirílico tiene un gran parecido con Cc latino, con un sonido fonético de /k/ o /θ/,y en caracteres desfasados como itálicos o coptos. Las diferencias se basan en valor por ejemplo en un motor de búsqueda por Internet.
La letra deriva de caracteres coptos como ahora sēmma (Ⲥⲥ), con un sonido de s apagada, derivando está letra también de la sigma lunar ya antes mencionada (Cc) y que posee el mismo sonido.

## Tabla de códigos
| Codificación de caracteres | Tipo      | Decimal | Hexadecimal | Octal  | Binario             |
| -------------------------- | --------- | ------- | ----------- | ------ | ------------------- |
| Unicode                    | Mayúscula | 1057    | 0421        | 002041 | 0000 0100 0010 0001 |
| Unicode                    | Minúscula | 1089    | 0441        | 002101 | 0000 0100 0100 0001 |
| ISO 8859-5                 | Mayúscula | 193     | C1          | 301    | 1100 0001           |
| ISO 8859-5                 | Minúscula | 225     | E1          | 341    | 1110 0001           |
| KOI 8                      | Mayúscula | 243     | F3          | 363    | 1111 0011           |
| KOI 8                      | Minúscula | 211     | D3          | 323    | 1101 0011           |
| Windows 1251               | Mayúscula | 209     | D1          | 321    | 1101 0001           |
| Windows 1251               | Minúscula | 241     | F1          | 361    | 1111 0001           |
Sus códigos HTML son: &#1057; o &#x421; para la mayúscula y &#1089; o &#x441; para la minúscula.
- Datos: Q179873
- Multimedia: Cyrillic Es / Q179873